# Krab německý
Krab německý (Cancer pagurus) je druh kraba, který žije na písečném a kamenitém dně v Severním moři, severním Atlantiku a Středozemním moři.

## Popis
Krab německý je robustní druh s červeno-hnědým zbarvením, oválným pancířem a charakteristickými klepety na konci zbarvenými na černo. Dospělí jedinci dorůstají délky přibližně 25 cm a hmotnosti 3 kg. Je to noční tvor, který se přes den ukrývá. Živí se mršinami, mlži a ostnokožci.

## Využití
Krabi tohoto druhu se dají koupit jak živí, tak i zakonzervovaní, vaření nebo mražení. Nejvíce masa obsahují klepeta a nohy. Před další úpravou se krab nejprve vaří. Často se vaří ve vývaru. 